# Élections municipales de 1945 à La Réunion
Les élections municipales de 1945 à La Réunion étaient prévues les 29 avril et 13 mai 1945, mais à la suite du passage d'un cyclone les 6 et 7 avril, le scrutin a été repoussé aux 27 mai et 3 juin 1945.

## Maires sortants et maires élus
| Commune                 | Maire élu                       | Parti | Parti  |
| ----------------------- | ------------------------------- | ----- | ------ |
| Bras-Panon              | Roger Vidot                     |       | CRADS  |
| Cilaos                  |                                 |       |        |
| Entre-Deux              | Antonin Payet                   |       | CRADS  |
| L'Étang-Salé            | Octave Bénard                   |       | Droite |
| La Plaine-des-Palmistes | Eugène Rochetaing               |       | Droite |
| La Possession           | Georges Ratinaud                |       | CRADS  |
| Le Port                 | Léon de Lépervanche             |       | CRADS  |
| Le Tampon               | Edgar Avril                     |       |        |
| Les Avirons             | Adrien Cadet                    |       | Droite |
| Les Trois-Bassins       | Hervé Payet                     |       | Droite |
| Petite-Île              | Carles de Lavergne              |       | Droite |
| Saint-André             | Hervé Grondein                  |       | CRADS  |
| Saint-Benoît            | Alexis Champierre de Villeneuve |       | MRP    |
| Saint-Denis             | Raymond Vergès                  |       | CRADS  |
| Saint-Joseph            | Edouard Lavie                   |       | Droite |
| Saint-Leu               | Mario Hoarau                    |       | CRADS  |
| Saint-Louis             | Hippolyte Piot                  |       | CRADS  |
| Saint-Paul              | Évenor Lucas                    |       | CRADS  |
| Saint-Philippe          | Frantz Baret                    |       | Droite |
| Saint-Pierre            | Fernand Colardeau               |       | CRADS  |
| Sainte-Marie            | Jean Hinglo                     |       | CRADS  |
| Sainte-Rose             | Norbert Lebon                   |       | Droite |
| Sainte-Suzanne          | Georges Repiquet                |       | Droite |
| Salazie                 | Frantz Maurice Payet            |       | Mod.   |